# Gäddtjärnarna (Vilhelmina socken, Lappland, 721945-150542)
Gäddtjärnarna är en sjö i Vilhelmina kommun i Lappland och ingår i Ångermanälvens huvudavrinningsområde. Gäddtjärnarna ligger i Marsfjället Natura 2000-område.